# Los pequeños ladrones
Los pequeños ladrones (título original: Escape from the Dark; título estadounidense: The Littlest Horse Thieves ) es una película dramática infantil de 1976 dirigida por Charles Jarrott y producida por Walt Disney Pictures. Está protagonizada por Alastair Sim (en su último papel cinematográfico), Peter Barkworth y Maurice Colbourne. La película se estrenó en Reino Unido el 26 de mayo de 1976 y en los Estados Unidos fue distribuida bajo el título The Littlest Horse Thieves en un programa doble con The Many Adventures of Winnie the Pooh el 11 de marzo de 1977.

## Resumen
La cinta está ambientada hacia el año 1909, en una mina de carbón de Yorkshire (Reino Unido). Los cambios tecnológicos llevan a los pozos de carbón a dejar de utilizar pequeños caballos para el transporte del mineral. Cuando van a ser reemplazados por maquinaria eléctrica que acelerará la producción y aumentará las ganancias, tres niños, Dave (Andrew Harrison), Tommy (Benjie Bolgar) y Alice (Chloe Franks), no quieren aceptar que los ponis deben ser sacrificados, por lo que se unen en un plan para robar los caballos y ponerlos en libertad.

## Elenco
- Alastair Sim : Lord Harrogate
- Peter Barkworth : Richard Sandman
- Maurice Colbourne : Luke Armstrong
- Susan Tebbs : Violet Armstrong
- Andrew Harrison : Dave Sadler
- Chloe Franks : Alice Sandman
- Benjie Bolgar : Tommy Sadler
- Prunella Scales : Mrs. Sandman
- Leslie Sands : Foreman Sam Carter
- Joe Gladwin : Bert
- Jeremy Bulloch : Ginger
- Rich Moore : niño

## Ubicaciones
El rodaje tuvo lugar en 1975 alrededor de North Yorkshire y West Yorkshire, como Arkengarthdale, Langthwaite, Ripley Castle y la estación de tren de Oakworth . También en el pozo de Thorpe Hesley en South Yorkshire.